# Trasmiera-Footon-Fuji
El Trasmiera-Footon-Fuji fue un equipo ciclista español de categoría élite/sub-23 (amateur). Era la escuadra lanzadera del equipo de categoría UCI ProTour del Footon-Servetto cuya sede del equipo se situaba en Cantabria (España). El mánager general del equipo fue Francisco Baldor, y el director principal Miguel Ángel Baldor, con la ayuda de Daniel Campos.
Sus principales patrocinadores eran la Comarca de Trasmiera, Footon, Fuji Bikes, Cantabria y Construcciones Navajeda.

## Historia
Entre sus victorias destacaron el Memorial Valenciaga y el Campeonato de España sub-23 ambas conseguidas por Pedro Merino.

### Salto a profesionales
En el primer año del conjunto trasmerano, el equipo cantabró logró pasar a nada menos que cuatro corredores al campo profesional.
Después de una gran temporada venciendo el Memorial Valenciaga y el Campeonato de España sub-23, Pedro Merino daba el salto con el Fuji-Servetto como staggiare en la Subida Urkiola 2009, terminando la temporada con el conjunto ProTour y haciéndose un hueco para la temporada 2010 como Footon-Servetto.
También con grandes actuaciones en el campo amateur, el australiano Johnnie Walker se ganaba la confianza del equipo Footon-Servetto para pasar a formar parte de su joven plantilla.
Por último, los rusos Dimitry Ignatiev y Stanislav Volkov, lograban dar el salto con el equipo de su país, el Itera-Katusha de categoría Continental.

## Plantilla 2010
| Nombre                    | Nacionalidad |
| ------------------------- | ------------ |
| Oscar Abad                | España       |
| Ismael Barba              | España       |
| Carlos Gabriel Cano       | México       |
| Cruz Collantes            | España       |
| Pablo Cosio               | España       |
| Samuel del Valle          | España       |
| José Antonio Diez Arriola | España       |
| Diego García              | España       |
| Víctor Gabriel Gómez      | Argentina    |
| Mario Gutiérrez           | España       |
| José Manuel Gutiérrez     | España       |
| Matias Mantilla           | España       |
| Pablo Martín              | España       |
| Jesús Merino              | España       |
| Adrián Peña               | España       |
| Alejandro Rojas           | España       |
| Juan Carlos Riutort       | España       |
| Javier Sánchez            | España       |
| Isaac Suárez              | España       |
| Michel Vuelta             | España       |